# La última tarde
La última tarde es una película peruana de 2016 escrita y dirigida por Joel Calero y protagonizada por Katerina D’Onofrio y Lucho Cáceres.

## Sinopsis
Laura (D'Onofrio), una joven de la alta burguesía limeña, conoce en Cuzco a Ramón (Cáceres), un universitario militante de izquierdas. Ambos se enamoran y se unen al grupo terrorista Sendero Luminoso, alzándose en armas contra el gobierno. Pasado un tiempo la pareja se separa en extrañas circunstancias. Veinte años después, se reencuentran para iniciar los trámites de divorcio; mientras esperan la sentencia deciden dar un paseo para resolver sus conflictos.

## Reparto
- Katerina D’Onofrio como Laura.
- Lucho Cáceres como Ramón.
- Pold Gastello
- Juan Carlos Arango

## Producción
La película es una coproducción de Bhakti Films (Colombia) y Factoría Sur Producciones (Perú). Es la segunda película de Joel Calero tras Cielo oscuro. Fue estrenada comercialmente en Lima el 27 de abril de 2017; previamente había sido estrenada en el Festival de Cine de Lima, e internacionalmente en el Festival de Cine de Roma de 2016. El guion, firmado por Calero, fue posteriormente publicado por el Fondo Editorial de la UPC.

## Premios y nominaciones
| Año  | Lugar                                            | País    | Categoría                                  | Nominada/o         | Resultado | Notas         |
| ---- | ------------------------------------------------ | ------- | ------------------------------------------ | ------------------ | --------- | ------------- |
| 2018 | Festival de Cine Peruano de París                | Francia | Mejor largometraje                         | La última tarde    | Ganadora  | [ 9 ]         |
| 2018 | Premios Goya                                     | España  | Mejor película iberoamericana              | La última tarde    | Candidata | [ 10 ] [ 11 ] |
| 2017 | Festival Internacional de Cine de Gramado        | Brasil  | Mejor actuación femenina                   | Katerina D’Onofrio | Ganadora  | [ 4 ]         |
| 2017 | Festival Internacional de Cine de Gramado        | Brasil  | Mejor guion                                | Joel Calero        | Ganador   | [ 4 ]         |
| 2017 | Festival Internacional de Cine en Guadalajara    | México  | Mejor director iberoamericano de ficción   | Joel Calero        | Ganador   | [ 12 ] [ 8 ]  |
| 2016 | Festival de Cine de Lima                         | Perú    | Premio del público                         | La última tarde    | Ganadora  | [ 12 ]        |
| 2016 | Festival de Cine de Lima                         | Perú    | Mejor actor                                | Lucho Cáceres      | Ganador   | [ 12 ]        |
| 2016 | Festival de Cine de Lima                         | Perú    | Mejor película                             | La última tarde    | Nominada  |               |
| 2016 | Semana International de Cine de Valladolid       | España  | Punto de Encuentro - Premio de la Juventud | La última tarde    | Ganadora  | [ 4 ]         |
| 2016 | Festival Internacional de Cine de Punta del Este | Uruguay | Mejor actuación femenina                   | Katerina D’Onofrio | Ganadora  | [ 4 ]         |
| 2016 | Festival de Cine de Roma                         | Italia  | Premio del público                         | La última tarde    | Nominada  | [ 13 ]        |